# Lista över fornlämningar i Borgholms kommun (Köping)
Lista över fornlämningar i Borgholms kommun (Köping) är en förteckning av ett urval av de fornlämningar som finns i Köping i Borgholms kommun.
| Namn                             | Lämningstyp                      | Tillkomsttid | Historisk indelning | Plats | Läge                 | ID-nr          | Bild                                      |
| -------------------------------- | -------------------------------- | ------------ | ------------------- | ----- | -------------------- | -------------- | ----------------------------------------- |
| Stenstäv (Köping 1:1)            | Stenkrets                        |              | Köping, Öland       |       | 56.835661, 16.719647 | 10083400010001 | Ladda upp en bild av detta fornminne      |
| Köping 2:1                       | Stensättning                     |              | Köping, Öland       |       | 56.844534, 16.723349 | 10083400020001 | Ladda upp en bild av detta fornminne      |
| Köping 3:1                       | Gravfält                         |              | Köping, Öland       |       | 56.841965, 16.740864 | 10083400030001 | Ladda upp en bild av detta fornminne      |
| Köping 4:1                       | Husgrund, förhistorisk/medeltida |              | Köping, Öland       |       | 56.841087, 16.736135 | 10083400040001 | Ladda upp en bild av detta fornminne      |
| Köping 4:2                       | Husgrund, förhistorisk/medeltida |              | Köping, Öland       |       | 56.840950, 16.736143 | 10083400040002 | Ladda upp en bild av detta fornminne      |
| Köping 4:3                       | Husgrund, förhistorisk/medeltida |              | Köping, Öland       |       | 56.840853, 16.735767 | 10083400040003 | Ladda upp en bild av detta fornminne      |
| Gamlegärdet (Köping 5:1)         | Husgrund, förhistorisk/medeltida |              | Köping, Öland       |       | 56.840191, 16.728390 | 10083400050001 | Ladda upp en bild av detta fornminne      |
| Gamlegärdet (Köping 5:2)         | Husgrund, förhistorisk/medeltida |              | Köping, Öland       |       | 56.840015, 16.728689 | 10083400050002 | Ladda upp en bild av detta fornminne      |
| Köping 6:1                       | Gravfält                         |              | Köping, Öland       |       | 56.841249, 16.724982 | 10083400060001 | Ladda upp en bild av detta fornminne      |
| Köping 8:1                       | Husgrund, förhistorisk/medeltida |              | Köping, Öland       |       | 56.838361, 16.734481 | 10083400080001 | Ladda upp en bild av detta fornminne      |
| Köping 9:1                       | Husgrund, förhistorisk/medeltida |              | Köping, Öland       |       | 56.836903, 16.733340 | 10083400090001 | Ladda upp en bild av detta fornminne      |
| Köping 9:2                       | Husgrund, förhistorisk/medeltida |              | Köping, Öland       |       | 56.837139, 16.732864 | 10083400090002 | Ladda upp en bild av detta fornminne      |
| Köping 10:1                      | Husgrund, förhistorisk/medeltida |              | Köping, Öland       |       | 56.837991, 16.728435 | 10083400100001 | Ladda upp en bild av detta fornminne      |
| Köping 10:2                      | Husgrund, förhistorisk/medeltida |              | Köping, Öland       |       | 56.838123, 16.727926 | 10083400100002 | Ladda upp en bild av detta fornminne      |
| Köping 11:1                      | Gravfält                         |              | Köping, Öland       |       | 56.837323, 16.721299 | 10083400110001 | Ladda upp en bild av detta fornminne      |
| Köping 13:1                      | Gravfält                         |              | Köping, Öland       |       | 56.849555, 16.720071 | 10083400130001 | Ladda upp en bild av detta fornminne      |
| Köping 13:2                      | Stensättning                     |              | Köping, Öland       |       | 56.849953, 16.720738 | 10083400130002 | Ladda upp en bild av detta fornminne      |
| Köping 14:1                      | Stensättning                     |              | Köping, Öland       |       | 56.854260, 16.724818 | 10083400140001 | Ladda upp en bild av detta fornminne      |
| Köping 15:1                      | Gravfält                         |              | Köping, Öland       |       | 56.852489, 16.726367 | 10083400150001 | Ladda upp en bild av detta fornminne      |
| Köping 16:1                      | Gravfält                         |              | Köping, Öland       |       | 56.852235, 16.728770 | 10083400160001 | Ladda upp en bild av detta fornminne      |
| Köping 17:1                      | Stenkrets                        |              | Köping, Öland       |       | 56.860784, 16.729915 | 10083400170001 | Ladda upp en bild av detta fornminne      |
| Köping 18:1                      | Stenkrets                        |              | Köping, Öland       |       | 56.856696, 16.736868 | 10083400180001 | Ladda upp en bild av detta fornminne      |
| Köping 19:1                      | Husgrund, förhistorisk/medeltida |              | Köping, Öland       |       | 56.861222, 16.691174 | 10083400190001 | Ladda upp en bild av detta fornminne      |
| Köping 19:2                      | Husgrund, förhistorisk/medeltida |              | Köping, Öland       |       | 56.860883, 16.691608 | 10083400190002 | Ladda upp en bild av detta fornminne      |
| Köping 21:1                      | Röse                             |              | Köping, Öland       |       | 56.859022, 16.683760 | 10083400210001 | Ladda upp en bild av detta fornminne      |
| Köping 21:2                      | Stensättning                     |              | Köping, Öland       |       | 56.858847, 16.683778 | 10083400210002 | Ladda upp en bild av detta fornminne      |
| Köping 21:3                      | Stensättning                     |              | Köping, Öland       |       | 56.858869, 16.684096 | 10083400210003 | Ladda upp en bild av detta fornminne      |
| Köping 22:1                      | Stensättning                     |              | Köping, Öland       |       | 56.859152, 16.686831 | 10083400220001 | Ladda upp en bild av detta fornminne      |
| (Kolstad Fornborg) (Köping 25:1) | Gravfält                         |              | Köping, Öland       |       | 56.863996, 16.685984 | 10083400250001 | Ladda upp en bild av detta fornminne      |
| Köping 26:1                      | Gravfält                         |              | Köping, Öland       |       | 56.865115, 16.685072 | 10083400260001 | Ladda upp en bild av detta fornminne      |
| Köping 32:1                      | Stensättning                     |              | Köping, Öland       |       | 56.876590, 16.700312 | 10083400320001 | Ladda upp en bild av detta fornminne      |
| Köping 33:1                      | Gravfält                         |              | Köping, Öland       |       | 56.875036, 16.703667 | 10083400330001 | Ladda upp en bild av detta fornminne      |
| Köping 37:1                      | Gravfält                         |              | Köping, Öland       |       | 56.875733, 16.690282 | 10083400370001 | Ladda upp en bild av detta fornminne      |
| Köping 38:1                      | Gravfält                         |              | Köping, Öland       |       | 56.877182, 16.707936 | 10083400380001 | Ladda upp en till bild av detta fornminne |
| Köping 40:1                      | Runristning                      |              | Köping, Öland       |       | 56.877980, 16.710977 | 10083400400001 | Ladda upp en till bild av detta fornminne |
| Öl 46, Tingsflisan (Köping 42:1) | Runristning                      |              | Köping, Öland       |       | 56.876530, 16.721394 | 10083400420001 | Ladda upp en till bild av detta fornminne |
| Köping 43:1                      | Gravfält                         |              | Köping, Öland       |       | 56.877227, 16.716385 | 10083400430001 | Ladda upp en bild av detta fornminne      |
| Köping 45:1                      | Grav markerad av sten/block      |              | Köping, Öland       |       | 56.879521, 16.721601 | 10083400450001 | Ladda upp en bild av detta fornminne      |
| Köping 45:2                      | Gravfält                         |              | Köping, Öland       |       | 56.879240, 16.721282 | 10083400450002 | Ladda upp en bild av detta fornminne      |
| Köping 46:1                      | Stensättning                     |              | Köping, Öland       |       | 56.883510, 16.724543 | 10083400460001 | Ladda upp en bild av detta fornminne      |
| Köping 46:2                      | Grav markerad av sten/block      |              | Köping, Öland       |       | 56.883809, 16.724168 | 10083400460002 | Ladda upp en bild av detta fornminne      |
| Köping 47:1                      | Stensättning                     |              | Köping, Öland       |       | 56.889452, 16.726918 | 10083400470001 | Ladda upp en bild av detta fornminne      |
| Köping 48:1                      | Stenkrets                        |              | Köping, Öland       |       | 56.876779, 16.717777 | 10083400480001 | Ladda upp en bild av detta fornminne      |
| Köping 48:2                      | Stenkrets                        |              | Köping, Öland       |       | 56.876761, 16.718094 | 10083400480002 | Ladda upp en bild av detta fornminne      |
| Köping 48:3                      | Stenkrets                        |              | Köping, Öland       |       | 56.876885, 16.718099 | 10083400480003 | Ladda upp en bild av detta fornminne      |
| Köping 49:1                      | Gravfält                         |              | Köping, Öland       |       | 56.891034, 16.731401 | 10083400490001 | Ladda upp en bild av detta fornminne      |
| Köping 50:1                      | Gravfält                         |              | Köping, Öland       |       | 56.888974, 16.730028 | 10083400500001 | Ladda upp en bild av detta fornminne      |
| Sote hög el Sothög (Köping 53:1) | Röse                             |              | Köping, Öland       |       | 56.884661, 16.727055 | 10083400530001 | Ladda upp en bild av detta fornminne      |
| Köping 54:1                      | Stenkrets                        |              | Köping, Öland       |       | 56.880030, 16.723865 | 10083400540001 | Ladda upp en bild av detta fornminne      |
| Köping 55:1                      | Grav markerad av sten/block      |              | Köping, Öland       |       | 56.880052, 16.724726 | 10083400550001 | Ladda upp en bild av detta fornminne      |
| Köping 55:2                      | Stenkrets                        |              | Köping, Öland       |       | 56.880218, 16.724920 | 10083400550002 | Ladda upp en bild av detta fornminne      |
| Köping 56:1                      | Röse                             |              | Köping, Öland       |       | 56.881223, 16.725407 | 10083400560001 | Ladda upp en bild av detta fornminne      |
| Köping 57:1                      | Grav markerad av sten/block      |              | Köping, Öland       |       | 56.880822, 16.724879 | 10083400570001 | Ladda upp en bild av detta fornminne      |
| Köping 57:2                      | Grav markerad av sten/block      |              | Köping, Öland       |       | 56.880418, 16.725128 | 10083400570002 | Ladda upp en bild av detta fornminne      |
| Köping 57:3                      | Grav markerad av sten/block      |              | Köping, Öland       |       | 56.880509, 16.725305 | 10083400570003 | Ladda upp en bild av detta fornminne      |
| Köping 58:1                      | Grav markerad av sten/block      |              | Köping, Öland       |       | 56.880598, 16.727243 | 10083400580001 | Ladda upp en bild av detta fornminne      |
| Köping 58:2                      | Grav markerad av sten/block      |              | Köping, Öland       |       | 56.880421, 16.727394 | 10083400580002 | Ladda upp en bild av detta fornminne      |
| Köping 60:1                      | Röse                             |              | Köping, Öland       |       | 56.879534, 16.728167 | 10083400600001 | Ladda upp en bild av detta fornminne      |
| Köping 63:1                      | Gravfält                         |              | Köping, Öland       |       | 56.888291, 16.753721 | 10083400630001 | Ladda upp en bild av detta fornminne      |
| Köping 64:1                      | Röse                             |              | Köping, Öland       |       | 56.889159, 16.784974 | 10083400640001 | Ladda upp en bild av detta fornminne      |
| Köping 65:1                      | Stensättning                     |              | Köping, Öland       |       | 56.888604, 16.784882 | 10083400650001 | Ladda upp en bild av detta fornminne      |
| Köping 65:2                      | Grav markerad av sten/block      |              | Köping, Öland       |       | 56.888546, 16.784646 | 10083400650002 | Ladda upp en bild av detta fornminne      |
| Köping 65:3                      | Grav markerad av sten/block      |              | Köping, Öland       |       | 56.888462, 16.784499 | 10083400650003 | Ladda upp en bild av detta fornminne      |
| Köping 65:4                      | Grav markerad av sten/block      |              | Köping, Öland       |       | 56.888417, 16.784254 | 10083400650004 | Ladda upp en bild av detta fornminne      |
| Köping 66:1                      | Stensättning                     |              | Köping, Öland       |       | 56.873208, 16.764072 | 10083400660001 | Ladda upp en bild av detta fornminne      |
| Köping 66:2                      | Stensättning                     |              | Köping, Öland       |       | 56.873083, 16.764149 | 10083400660002 | Ladda upp en bild av detta fornminne      |
| Köping 67:1                      | Stensättning                     |              | Köping, Öland       |       | 56.869703, 16.764804 | 10083400670001 | Ladda upp en bild av detta fornminne      |
| Köping 68:1                      | Stensättning                     |              | Köping, Öland       |       | 56.868710, 16.767841 | 10083400680001 | Ladda upp en bild av detta fornminne      |
| Köping 70:1                      | Husgrund, förhistorisk/medeltida |              | Köping, Öland       |       | 56.885065, 16.753084 | 10083400700001 | Ladda upp en bild av detta fornminne      |
| Köping 73:1                      | Husgrund, förhistorisk/medeltida |              | Köping, Öland       |       | 56.876651, 16.767918 | 10083400730001 | Ladda upp en bild av detta fornminne      |
| Köping 73:2                      | Husgrund, förhistorisk/medeltida |              | Köping, Öland       |       | 56.876688, 16.768159 | 10083400730002 | Ladda upp en bild av detta fornminne      |
| Köping 73:3                      | Husgrund, förhistorisk/medeltida |              | Köping, Öland       |       | 56.876918, 16.768141 | 10083400730003 | Ladda upp en bild av detta fornminne      |
| Köping 74:1                      | Gravfält                         |              | Köping, Öland       |       | 56.876214, 16.769515 | 10083400740001 | Ladda upp en bild av detta fornminne      |
| Köping 75:1                      | Stensättning                     |              | Köping, Öland       |       | 56.879152, 16.751832 | 10083400750001 | Ladda upp en bild av detta fornminne      |
| Köping 76:1                      | Gravfält                         |              | Köping, Öland       |       | 56.891214, 16.794909 | 10083400760001 | Ladda upp en bild av detta fornminne      |
| Köping 77:1                      | Grav markerad av sten/block      |              | Köping, Öland       |       | 56.893559, 16.802072 | 10083400770001 | Ladda upp en bild av detta fornminne      |
| Köping 78:1                      | Stensättning                     |              | Köping, Öland       |       | 56.889396, 16.792623 | 10083400780001 | Ladda upp en bild av detta fornminne      |
| Köping 79:1                      | Gravfält                         |              | Köping, Öland       |       | 56.856371, 16.775769 | 10083400790001 | Ladda upp en bild av detta fornminne      |
| Köping 79:2                      | Stensättning                     |              | Köping, Öland       |       | 56.856878, 16.775193 | 10083400790002 | Ladda upp en bild av detta fornminne      |
| Köping 85:1                      | Husgrund, förhistorisk/medeltida |              | Köping, Öland       |       | 56.857181, 16.769332 | 10083400850001 | Ladda upp en bild av detta fornminne      |
| Köping 87:1                      | Husgrund, förhistorisk/medeltida |              | Köping, Öland       |       | 56.862510, 16.753047 | 10083400870001 | Ladda upp en bild av detta fornminne      |
| Köping 89:1                      | Stensättning                     |              | Köping, Öland       |       | 56.895954, 16.731998 | 10083400890001 | Ladda upp en bild av detta fornminne      |
| Köping 89:2                      | Stensättning                     |              | Köping, Öland       |       | 56.894842, 16.731936 | 10083400890002 | Ladda upp en bild av detta fornminne      |
| Köping 91:1                      | Husgrund, förhistorisk/medeltida |              | Köping, Öland       |       | 56.906122, 16.736430 | 10083400910001 | Ladda upp en bild av detta fornminne      |
| Köping 92:1                      | Fornborg                         |              | Köping, Öland       |       | 56.910069, 16.742751 | 10083400920001 | Ladda upp en bild av detta fornminne      |
| Köping 93:1                      | Gravfält                         |              | Köping, Öland       |       | 56.906998, 16.747521 | 10083400930001 | Ladda upp en bild av detta fornminne      |
| Köping 94:1                      | Stensättning                     |              | Köping, Öland       |       | 56.911159, 16.744063 | 10083400940001 | Ladda upp en bild av detta fornminne      |
| Köping 95:1                      | Gravfält                         |              | Köping, Öland       |       | 56.901029, 16.732451 | 10083400950001 | Ladda upp en bild av detta fornminne      |
| Köping 96:1                      | Stensättning                     |              | Köping, Öland       |       | 56.902956, 16.741871 | 10083400960001 | Ladda upp en bild av detta fornminne      |
| Köping 96:2                      | Stensättning                     |              | Köping, Öland       |       | 56.903091, 16.742100 | 10083400960002 | Ladda upp en bild av detta fornminne      |
| Köping 96:3                      | Stensättning                     |              | Köping, Öland       |       | 56.903154, 16.741869 | 10083400960003 | Ladda upp en bild av detta fornminne      |
| Köping 97:1                      | Stensättning                     |              | Köping, Öland       |       | 56.894435, 16.753652 | 10083400970001 | Ladda upp en bild av detta fornminne      |
| Köping 97:2                      | Stensättning                     |              | Köping, Öland       |       | 56.894298, 16.753800 | 10083400970002 | Ladda upp en bild av detta fornminne      |
| Köping 98:1                      | Gravfält                         |              | Köping, Öland       |       | 56.893094, 16.752322 | 10083400980001 | Ladda upp en bild av detta fornminne      |
| Köping 99:1                      | Husgrund, förhistorisk/medeltida |              | Köping, Öland       |       | 56.891856, 16.752326 | 10083400990001 | Ladda upp en bild av detta fornminne      |
| Köping 99:2                      | Husgrund, förhistorisk/medeltida |              | Köping, Öland       |       | 56.892106, 16.752300 | 10083400990002 | Ladda upp en bild av detta fornminne      |
| Köping 99:3                      | Husgrund, förhistorisk/medeltida |              | Köping, Öland       |       | 56.891732, 16.752084 | 10083400990003 | Ladda upp en bild av detta fornminne      |
| Köping 100:1                     | Stensättning                     |              | Köping, Öland       |       | 56.890675, 16.765582 | 10083401000001 | Ladda upp en bild av detta fornminne      |
| Köping 101:1                     | Röse                             |              | Köping, Öland       |       | 56.900658, 16.772693 | 10083401010001 | Ladda upp en bild av detta fornminne      |
| Köping 102:1                     | Stensättning                     |              | Köping, Öland       |       | 56.899292, 16.775416 | 10083401020001 | Ladda upp en bild av detta fornminne      |
| Köping 104:1                     | Gravfält                         |              | Köping, Öland       |       | 56.904786, 16.777874 | 10083401040001 | Ladda upp en bild av detta fornminne      |
| Köping 106:1                     | Stensättning                     |              | Köping, Öland       |       | 56.905333, 16.774526 | 10083401060001 | Ladda upp en bild av detta fornminne      |
| Köping 106:2                     | Stensättning                     |              | Köping, Öland       |       | 56.905160, 16.774030 | 10083401060002 | Ladda upp en bild av detta fornminne      |
| Köping 106:3                     | Stensättning                     |              | Köping, Öland       |       | 56.905128, 16.774746 | 10083401060003 | Ladda upp en bild av detta fornminne      |
| Köping 107:1                     | Grav- och boplatsområde          |              | Köping, Öland       |       | 56.903647, 16.771865 | 10083401070001 | Ladda upp en bild av detta fornminne      |
| Köping 109:1                     | Stensättning                     |              | Köping, Öland       |       | 56.900121, 16.753787 | 10083401090001 | Ladda upp en bild av detta fornminne      |
| Köping 110:1                     | Husgrund, förhistorisk/medeltida |              | Köping, Öland       |       | 56.906263, 16.763395 | 10083401100001 | Ladda upp en bild av detta fornminne      |
| Köping 110:2                     | Husgrund, förhistorisk/medeltida |              | Köping, Öland       |       | 56.906068, 16.763505 | 10083401100002 | Ladda upp en bild av detta fornminne      |
| Köping 110:4                     | Husgrund, förhistorisk/medeltida |              | Köping, Öland       |       | 56.906208, 16.763193 | 10083401100004 | Ladda upp en bild av detta fornminne      |
| Hässleby borg (Köping 111:1)     | Fornborg                         |              | Köping, Öland       |       | 56.905538, 16.764793 | 10083401110001 | Ladda upp en bild av detta fornminne      |
| Köping 112:1                     | Röse                             |              | Köping, Öland       |       | 56.904948, 16.769506 | 10083401120001 | Ladda upp en bild av detta fornminne      |
| Köping 112:2                     | Stensättning                     |              | Köping, Öland       |       | 56.904755, 16.769472 | 10083401120002 | Ladda upp en bild av detta fornminne      |
| Köping 113:1                     | Husgrund, förhistorisk/medeltida |              | Köping, Öland       |       | 56.909671, 16.756263 | 10083401130001 | Ladda upp en bild av detta fornminne      |
| Köping 114:1                     | Husgrund, förhistorisk/medeltida |              | Köping, Öland       |       | 56.908977, 16.751525 | 10083401140001 | Ladda upp en bild av detta fornminne      |
| Köping 115:2                     | Husgrund, förhistorisk/medeltida |              | Köping, Öland       |       | 56.911908, 16.761736 | 10083401150002 | Ladda upp en bild av detta fornminne      |
| Köping 115:3                     | Husgrund, förhistorisk/medeltida |              | Köping, Öland       |       | 56.911800, 16.761470 | 10083401150003 | Ladda upp en bild av detta fornminne      |
| Köping 115:4                     | Husgrund, förhistorisk/medeltida |              | Köping, Öland       |       | 56.911795, 16.762338 | 10083401150004 | Ladda upp en bild av detta fornminne      |
| Köping 116:1                     | Husgrund, förhistorisk/medeltida |              | Köping, Öland       |       | 56.910099, 16.765724 | 10083401160001 | Ladda upp en bild av detta fornminne      |
| Köping 117:1                     | Stenkrets                        |              | Köping, Öland       |       | 56.907752, 16.767689 | 10083401170001 | Ladda upp en bild av detta fornminne      |
| Köping 119:1                     | Gravfält                         |              | Köping, Öland       |       | 56.907066, 16.785455 | 10083401190001 | Ladda upp en bild av detta fornminne      |
| Köping 120:1                     | Gravfält                         |              | Köping, Öland       |       | 56.903210, 16.782892 | 10083401200001 | Ladda upp en bild av detta fornminne      |
| Köping 121:1                     | Stensättning                     |              | Köping, Öland       |       | 56.899933, 16.781143 | 10083401210001 | Ladda upp en bild av detta fornminne      |
| Köping 122:1                     | Stensättning                     |              | Köping, Öland       |       | 56.901826, 16.788581 | 10083401220001 | Ladda upp en bild av detta fornminne      |
| Köping 122:2                     | Stensättning                     |              | Köping, Öland       |       | 56.901884, 16.788810 | 10083401220002 | Ladda upp en bild av detta fornminne      |
| Köping 123:1                     | Husgrund, förhistorisk/medeltida |              | Köping, Öland       |       | 56.901112, 16.788757 | 10083401230001 | Ladda upp en bild av detta fornminne      |
| Köping 124:1                     | Stensättning                     |              | Köping, Öland       |       | 56.913450, 16.773184 | 10083401240001 | Ladda upp en bild av detta fornminne      |
| Köping 125:1                     | Stensättning                     |              | Köping, Öland       |       | 56.915164, 16.773772 | 10083401250001 | Ladda upp en bild av detta fornminne      |
| Köping 126:1                     | Stensättning                     |              | Köping, Öland       |       | 56.915337, 16.771640 | 10083401260001 | Ladda upp en bild av detta fornminne      |
| Köping 127:1                     | Gravfält                         |              | Köping, Öland       |       | 56.916725, 16.770950 | 10083401270001 | Ladda upp en bild av detta fornminne      |
| Köping 128:1                     | Stensättning                     |              | Köping, Öland       |       | 56.916676, 16.774184 | 10083401280001 | Ladda upp en bild av detta fornminne      |
| Köping 129:1                     | Stensättning                     |              | Köping, Öland       |       | 56.920320, 16.763903 | 10083401290001 | Ladda upp en bild av detta fornminne      |
| Köping 130:1                     | Stensättning                     |              | Köping, Öland       |       | 56.917850, 16.766184 | 10083401300001 | Ladda upp en bild av detta fornminne      |
| Köping 130:2                     | Stensättning                     |              | Köping, Öland       |       | 56.917753, 16.765769 | 10083401300002 | Ladda upp en bild av detta fornminne      |
| Köping 131:1                     | Röse                             |              | Köping, Öland       |       | 56.913046, 16.768946 | 10083401310001 | Ladda upp en bild av detta fornminne      |
| Köping 132:1                     | Gravfält                         |              | Köping, Öland       |       | 56.922076, 16.761888 | 10083401320001 | Ladda upp en bild av detta fornminne      |
| Köping 133:1                     | Stensättning                     |              | Köping, Öland       |       | 56.926906, 16.758409 | 10083401330001 | Ladda upp en bild av detta fornminne      |
| Köping 133:2                     | Stensättning                     |              | Köping, Öland       |       | 56.926624, 16.759224 | 10083401330002 | Ladda upp en bild av detta fornminne      |
| Köping 134:1                     | Stensättning                     |              | Köping, Öland       |       | 56.924386, 16.757573 | 10083401340001 | Ladda upp en bild av detta fornminne      |
| Köping 135:1                     | Stensättning                     |              | Köping, Öland       |       | 56.930354, 16.755036 | 10083401350001 | Ladda upp en bild av detta fornminne      |
| Köping 135:2                     | Stensättning                     |              | Köping, Öland       |       | 56.930677, 16.755328 | 10083401350002 | Ladda upp en bild av detta fornminne      |
| Köping 135:3                     | Stensättning                     |              | Köping, Öland       |       | 56.931066, 16.755607 | 10083401350003 | Ladda upp en bild av detta fornminne      |
| Köping 136:1                     | Stensättning                     |              | Köping, Öland       |       | 56.933587, 16.757219 | 10083401360001 | Ladda upp en bild av detta fornminne      |
| Köping 137:1                     | Röse                             |              | Köping, Öland       |       | 56.931017, 16.744038 | 10083401370001 | Ladda upp en bild av detta fornminne      |
| Köping 138:1                     | Stensättning                     |              | Köping, Öland       |       | 56.929897, 16.743577 | 10083401380001 | Ladda upp en bild av detta fornminne      |
| Köping 139:1                     | Stensättning                     |              | Köping, Öland       |       | 56.929063, 16.743453 | 10083401390001 | Ladda upp en bild av detta fornminne      |
| Köping 140:1                     | Stensättning                     |              | Köping, Öland       |       | 56.928410, 16.743821 | 10083401400001 | Ladda upp en bild av detta fornminne      |
| Köping 141:1                     | Stensättning                     |              | Köping, Öland       |       | 56.927180, 16.736052 | 10083401410001 | Ladda upp en bild av detta fornminne      |
| Köping 142:1                     | Stensättning                     |              | Köping, Öland       |       | 56.928825, 16.735733 | 10083401420001 | Ladda upp en bild av detta fornminne      |
| Köping 142:2                     | Stensättning                     |              | Köping, Öland       |       | 56.929161, 16.735911 | 10083401420002 | Ladda upp en bild av detta fornminne      |
| Köping 142:3                     | Stensättning                     |              | Köping, Öland       |       | 56.929349, 16.735593 | 10083401420003 | Ladda upp en bild av detta fornminne      |
| Köping 142:4                     | Stensättning                     |              | Köping, Öland       |       | 56.929460, 16.735450 | 10083401420004 | Ladda upp en bild av detta fornminne      |
| Köping 143:1                     | Grav markerad av sten/block      |              | Köping, Öland       |       | 56.929855, 16.734434 | 10083401430001 | Ladda upp en bild av detta fornminne      |
| Köping 143:2                     | Grav markerad av sten/block      |              | Köping, Öland       |       | 56.929516, 16.734154 | 10083401430002 | Ladda upp en bild av detta fornminne      |
| Köping 144:1                     | Stensättning                     |              | Köping, Öland       |       | 56.922352, 16.740671 | 10083401440001 | Ladda upp en bild av detta fornminne      |
| Köping 144:2                     | Stensättning                     |              | Köping, Öland       |       | 56.922537, 16.740385 | 10083401440002 | Ladda upp en bild av detta fornminne      |
| Köping 144:3                     | Stensättning                     |              | Köping, Öland       |       | 56.922216, 16.740912 | 10083401440003 | Ladda upp en bild av detta fornminne      |
| Köping 145:1                     | Stensättning                     |              | Köping, Öland       |       | 56.930924, 16.751023 | 10083401450001 | Ladda upp en bild av detta fornminne      |
| Köping 145:2                     | Stensättning                     |              | Köping, Öland       |       | 56.930733, 16.751118 | 10083401450002 | Ladda upp en bild av detta fornminne      |
| Köping 145:3                     | Stensättning                     |              | Köping, Öland       |       | 56.930740, 16.750827 | 10083401450003 | Ladda upp en bild av detta fornminne      |
| Köping 146:1                     | Gravfält                         |              | Köping, Öland       |       | 56.916508, 16.756381 | 10083401460001 | Ladda upp en bild av detta fornminne      |
| Köping 147:1                     | Gravfält                         |              | Köping, Öland       |       | 56.915896, 16.754212 | 10083401470001 | Ladda upp en bild av detta fornminne      |
| Köping 148:1                     | Stensättning                     |              | Köping, Öland       |       | 56.914269, 16.751375 | 10083401480001 | Ladda upp en bild av detta fornminne      |
| Köping 149:1                     | Gravfält                         |              | Köping, Öland       |       | 56.918621, 16.732159 | 10083401490001 | Ladda upp en bild av detta fornminne      |
| Köping 151:1                     | Gravfält                         |              | Köping, Öland       |       | 56.917005, 16.731867 | 10083401510001 | Ladda upp en bild av detta fornminne      |
| Köping 152:1                     | Stensättning                     |              | Köping, Öland       |       | 56.914922, 16.730961 | 10083401520001 | Ladda upp en bild av detta fornminne      |
| Köping 152:2                     | Stensättning                     |              | Köping, Öland       |       | 56.915036, 16.731114 | 10083401520002 | Ladda upp en bild av detta fornminne      |
| Köping 153:1                     | Grav markerad av sten/block      |              | Köping, Öland       |       | 56.913701, 16.730508 | 10083401530001 | Ladda upp en bild av detta fornminne      |
| Köping 153:2                     | Grav markerad av sten/block      |              | Köping, Öland       |       | 56.913739, 16.730505 | 10083401530002 | Ladda upp en bild av detta fornminne      |
| Köping 153:3                     | Grav markerad av sten/block      |              | Köping, Öland       |       | 56.913744, 16.730547 | 10083401530003 | Ladda upp en bild av detta fornminne      |
| Köping 153:4                     | Grav markerad av sten/block      |              | Köping, Öland       |       | 56.913754, 16.730566 | 10083401530004 | Ladda upp en bild av detta fornminne      |
| Köping 154:1                     | Grav markerad av sten/block      |              | Köping, Öland       |       | 56.912781, 16.729865 | 10083401540001 | Ladda upp en bild av detta fornminne      |
| Köping 154:2                     | Grav markerad av sten/block      |              | Köping, Öland       |       | 56.912743, 16.730012 | 10083401540002 | Ladda upp en bild av detta fornminne      |
| Köping 154:3                     | Grav markerad av sten/block      |              | Köping, Öland       |       | 56.912673, 16.729879 | 10083401540003 | Ladda upp en bild av detta fornminne      |
| Köping 156:1                     | Husgrund, förhistorisk/medeltida |              | Köping, Öland       |       | 56.910686, 16.772687 | 10083401560001 | Ladda upp en bild av detta fornminne      |
| Köping 157:1                     | Stensättning                     |              | Köping, Öland       |       | 56.910706, 16.771905 | 10083401570001 | Ladda upp en bild av detta fornminne      |
| Köping 157:2                     | Stensättning                     |              | Köping, Öland       |       | 56.910596, 16.771943 | 10083401570002 | Ladda upp en bild av detta fornminne      |
| Köping 158:1                     | Husgrund, förhistorisk/medeltida |              | Köping, Öland       |       | 56.905032, 16.754135 | 10083401580001 | Ladda upp en bild av detta fornminne      |
| Köping 167:1                     | Kyrka/kapell                     |              | Köping, Öland       |       | 56.878075, 16.719230 | 10083401670001 | Ladda upp en bild av detta fornminne      |
| Köping 168:1                     | Runristning                      |              | Köping, Öland       |       | 56.878116, 16.718418 | 10083401680001 | Ladda upp en bild av detta fornminne      |
| Köping 172:1                     | Runristning                      |              | Köping, Öland       |       | 56.878090, 16.718431 | 10083401720001 | Ladda upp en bild av detta fornminne      |
| Köping 185:1                     | Runristning                      |              | Köping, Öland       |       | 56.878094, 16.719206 | 10083401850001 | Ladda upp en bild av detta fornminne      |
| Köping 190:1                     | Grav markerad av sten/block      |              | Köping, Öland       |       | 56.877228, 16.719612 | 10083401900001 | Ladda upp en bild av detta fornminne      |
| Köping 193:1                     | Gravfält                         |              | Köping, Öland       |       | 56.876132, 16.693709 | 10083401930001 | Ladda upp en bild av detta fornminne      |
| Köping 196:1                     | Stensättning                     |              | Köping, Öland       |       | 56.916131, 16.766055 | 10083401960001 | Ladda upp en bild av detta fornminne      |
| Köping 204:1                     | Stensättning                     |              | Köping, Öland       |       | 56.917834, 16.732050 | 10083402040001 | Ladda upp en bild av detta fornminne      |
| Köping 205:1                     | Grav markerad av sten/block      |              | Köping, Öland       |       | 56.917431, 16.732046 | 10083402050001 | Ladda upp en bild av detta fornminne      |
| Köping 215:1                     | Grav- och boplatsområde          |              | Köping, Öland       |       | 56.879025, 16.723349 | 10083402150001 | Ladda upp en bild av detta fornminne      |
| Köping 243:1                     | Röse                             |              | Köping, Öland       |       | 56.879670, 16.724107 | 10083402430001 | Ladda upp en bild av detta fornminne      |
| Köping 252:1                     | Gravfält                         |              | Köping, Öland       |       | 56.888378, 16.730659 | 10083402520001 | Ladda upp en bild av detta fornminne      |
| Köping 255:1                     | Gravfält                         |              | Köping, Öland       |       | 56.873107, 16.766199 | 10083402550001 | Ladda upp en bild av detta fornminne      |
| Köping 256:1                     | Husgrund, förhistorisk/medeltida |              | Köping, Öland       |       | 56.904008, 16.741163 | 10083402560001 | Ladda upp en bild av detta fornminne      |
| Köping 257:1                     | Husgrund, förhistorisk/medeltida |              | Köping, Öland       |       | 56.884920, 16.763772 | 10083402570001 | Ladda upp en bild av detta fornminne      |
| Köping 263:1                     | Stensättning                     |              | Köping, Öland       |       | 56.892640, 16.731484 | 10083402630001 | Ladda upp en bild av detta fornminne      |
| Öl 44 (Köping 404:1)             | Runristning                      |              | Köping, Öland       |       | 56.837410, 16.741513 | 10083404040001 | Ladda upp en till bild av detta fornminne |
| Köping 408:1                     | Stensättning                     |              | Köping, Öland       |       | 56.907421, 16.790220 | 10083404080001 | Ladda upp en bild av detta fornminne      |